# رز (فیلم ۲۰۱۴)
رز (انگلیسی: Rose (2014 film)) یک فیلم درام عاشقانه کانادایی است به کارگردانی ساهانا مورتی و تهیه کننده تارون شیواپا که در سال  2014 منتشر شد.